# Дейтон
Де́йтон (англ. Dayton) — город в штате Огайо (США), административный центр округа Монтгомери; мэр Джеффри Дж. Мимс, мл.. По величине агломерации является четвёртым в Огайо.

## История
Основан в 1796 году небольшой группой поселенцев. Назван в честь капитана Джонатана Дейтона, участника войны за независимость. В городе были подписаны Дейтонские соглашения, положившие конец Боснийской войне. 3 августа 2019 года, сразу после массового убийства в Эль-Пасо, в Дейтоне также была открыта стрельба[стиль].

## Известные люди
Среди известных людей, родившихся в Дейтоне, — поэт Пол Лоренс Данбар, авиатор Орвилл Райт, математик Норман Стинрод, педагог Хелена Захос, актёры Мартин Шин и Кен Дженкинс. Здесь жил и похоронен Клемент Валландигэм — американский адвокат и политик.

## Экономика
Город играет важную роль в промышленности, в аэрокосмической и инженерной индустрии США. На территории Дейтона находится военно-воздушная база Райт-Паттерсон (англ. Wright-Patterson Air Force Base) и Национальный музей ВВС США.

### Транспорт
В Дейтоне существует троллейбусное сообщение. До 2020 года на маршрутах использовались троллейбусы чешского производства.

## Города-побратимы
У Дейтона 7 городов-побратимов:
- Сараево, Босния и Герцеговина
- Аугсбург, Германия
- Холон, Израиль
- Монровия, Либерия
- Оисо, Япония
- Рашмур, Великобритания
- Сальфит, Палестина